# Artyom Denmukhametov
Artyom Khamitovich Denmukhametov (en russe Денмухаметов, Артём Хамитович, né le 15 mai 1993) est un athlète russe, spécialiste du 400 mètres.

## Biographie
Il fait partie du relais 4 x 400 m, qualifié pour la finale des Championnats du monde 2015 à Pékin, au cours de la série de laquelle est établi le record national en 2 min 59 s 45, le 29 août 2015.
Le mai 2016, il établit à Sotchi son record personnel en 45 s 71.
Il réside dans l'oblast de Sverdlovsk.
Ses entraîneurs sont G. Subeyeva et Vladimir Shiriaev.

### Palmarès
| Date | Compétition           | Lieu  | Résultat | Épreuve   | Performance  |
| ---- | --------------------- | ----- | -------- | --------- | ------------ |
| 2015 | Championnats du monde | Pékin | 8e       | 4 × 400 m | 3 min 3 s 05 |